# Lac de Sainte-Croix
Le lac de Sainte-Croix est une retenue artificielle, mise en eau par Électricité de France (EDF) en 1973, à la suite de la construction du barrage de Sainte-Croix, sur le cours du Verdon. Il est situé entre les départements du Var et des Alpes-de-Haute-Provence, au pied des gorges du Verdon, du plan de Canjuers et du plateau de Valensole, haut lieu de la culture du lavandin.

## Géographie
Cette retenue est la quatrième de France métropolitaine par sa superficie (environ 2 200 ha) après le lac du Der-Chantecoq, le lac de Serre-Ponçon et le lac d'Orient. Le lac est devenu un centre de tourisme estival ; il est très fréquenté pour les loisirs aquatiques.
La navigation des bateaux à moteur à essence est interdite. Seuls les moteurs électriques et les voiles sont autorisés. On y rencontre beaucoup de pédalos et de barques diverses de juin à septembre. Ce lac artificiel est également utilisé pour les écopages des Canadairs lors des incendies dans la région.
Trois villages se trouvent le long de ses berges :
- Sainte-Croix-du-Verdon ;
- Bauduen ;
- Les Salles-sur-Verdon (nouveau village, l'ancien ayant été noyé par la retenue).

## Histoire
Le projet consistant à noyer la vallée des Salles pour réaliser un lac ne date pas d'hier. En 1908, c’est à dos d’âne que Georges Clemenceau, alors président du Conseil, entreprit une randonnée sur tout le cours du Verdon entre Fontaine-l’Évêque et le Lac d'Allos : on envisageait déjà à l'époque l’aménagement du Verdon, et la construction de barrages à certains endroits stratégiques de son cours.
Le projet fut mis en sommeil à cause des aléas de l'histoire, sans être totalement abandonné. Entre les deux guerres, c'est la société Schneider qui était chargée de la construction du barrage, lequel resta à l'état de projet.
Les événements se bousculèrent à partir de 1962.
Le projet retenu consistait à réaliser un « grand lac » jusqu'à la cote 500. Celui-ci devait noyer, outre Les Salles-sur-Verdon situé au fond de la vallée, le village de Bauduen, alors que Sainte-Croix-du-Verdon devenait inhabitable.
Du fait de la présence de la résurgence varoise de la fontaine L'Évêque, un risque existait de voir ce « grand lac » se vidanger par un effet de siphon. De plus, la détermination des expropriés des trois villages les plus concernés par le projet ne faiblissait pas. Fin 1968, la cote retenue pour le futur lac fut abaissée à 482. Les villages de Sainte-Croix et Bauduen étaient sauvés, Les Salles-sur-Verdon était le seul village condamné par la mise en eau du futur lac.
La première mise en eau du barrage eut lieu en août 1973, et la mise en eau définitive le 15 novembre 1973.

## Illustration
En 2012, le film L'Inconnu du lac a été tourné sur les bords du lac de Sainte-Croix.
La série policière Le Mystère du lac diffusée à partir de septembre 2015, est également tournée en partie dans le village de Bauduen qui borde le lac.

## Galerie photographique

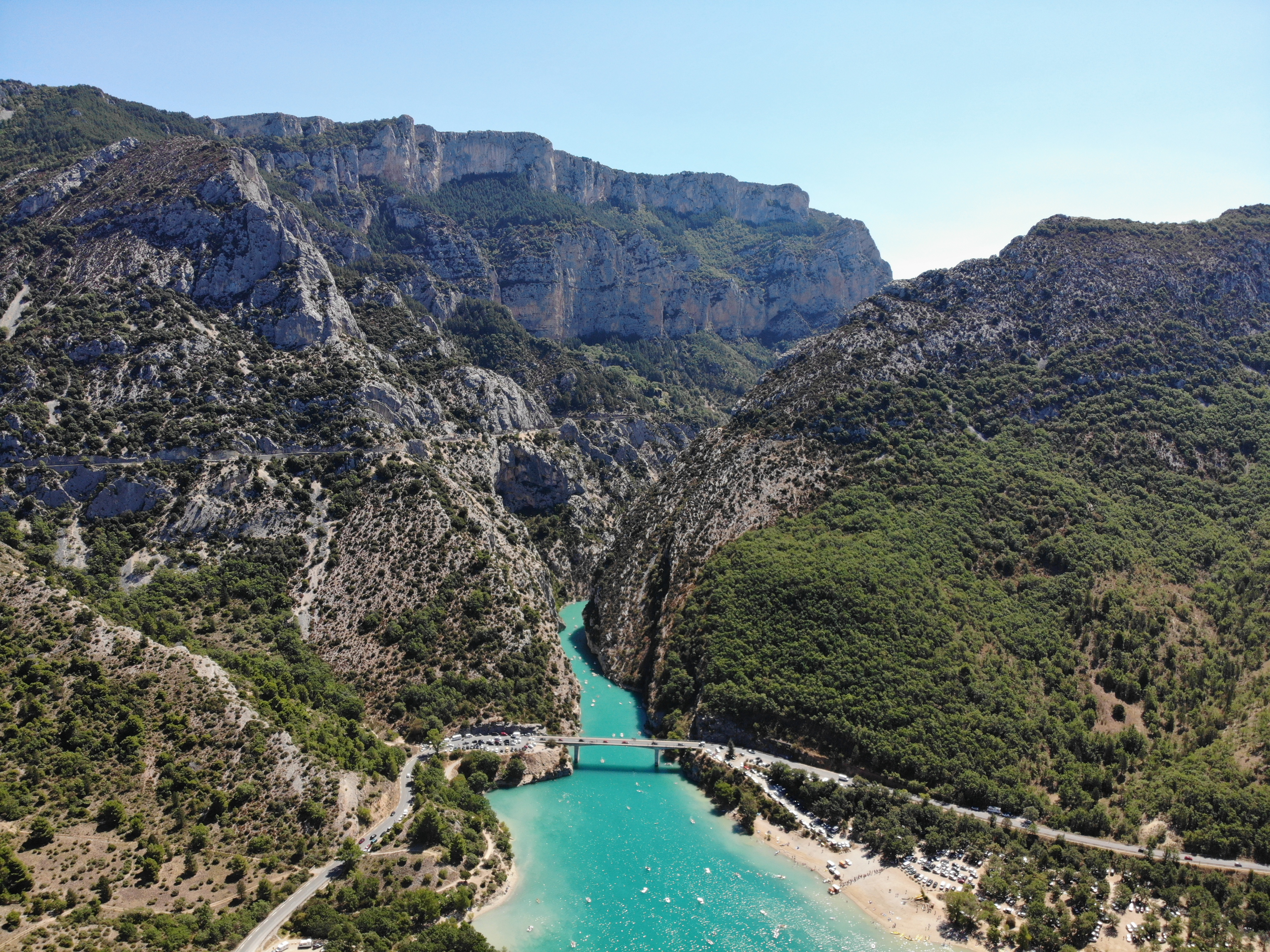
Embouchure des gorges du Verdon qui se verse dans le lac.
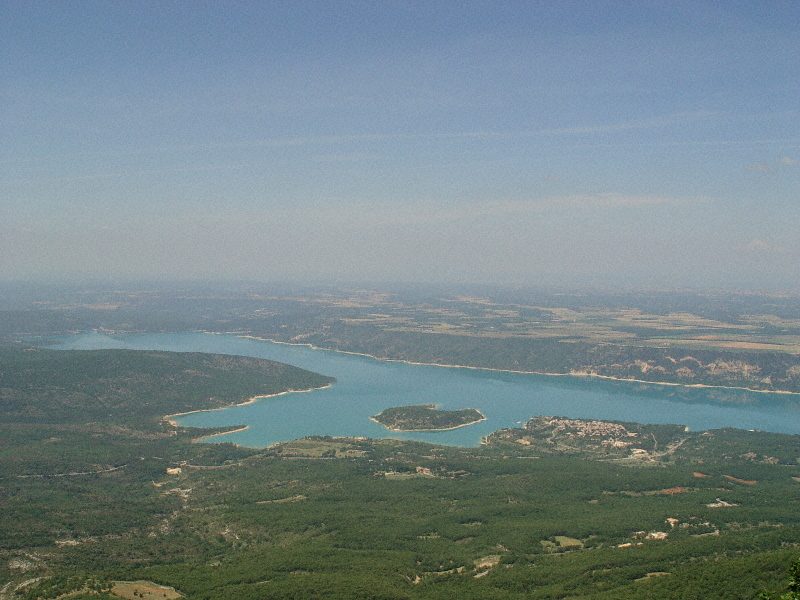
Le lac de Sainte-Croix, vu depuis le Grand Margès (au-dessus d'Aiguines).
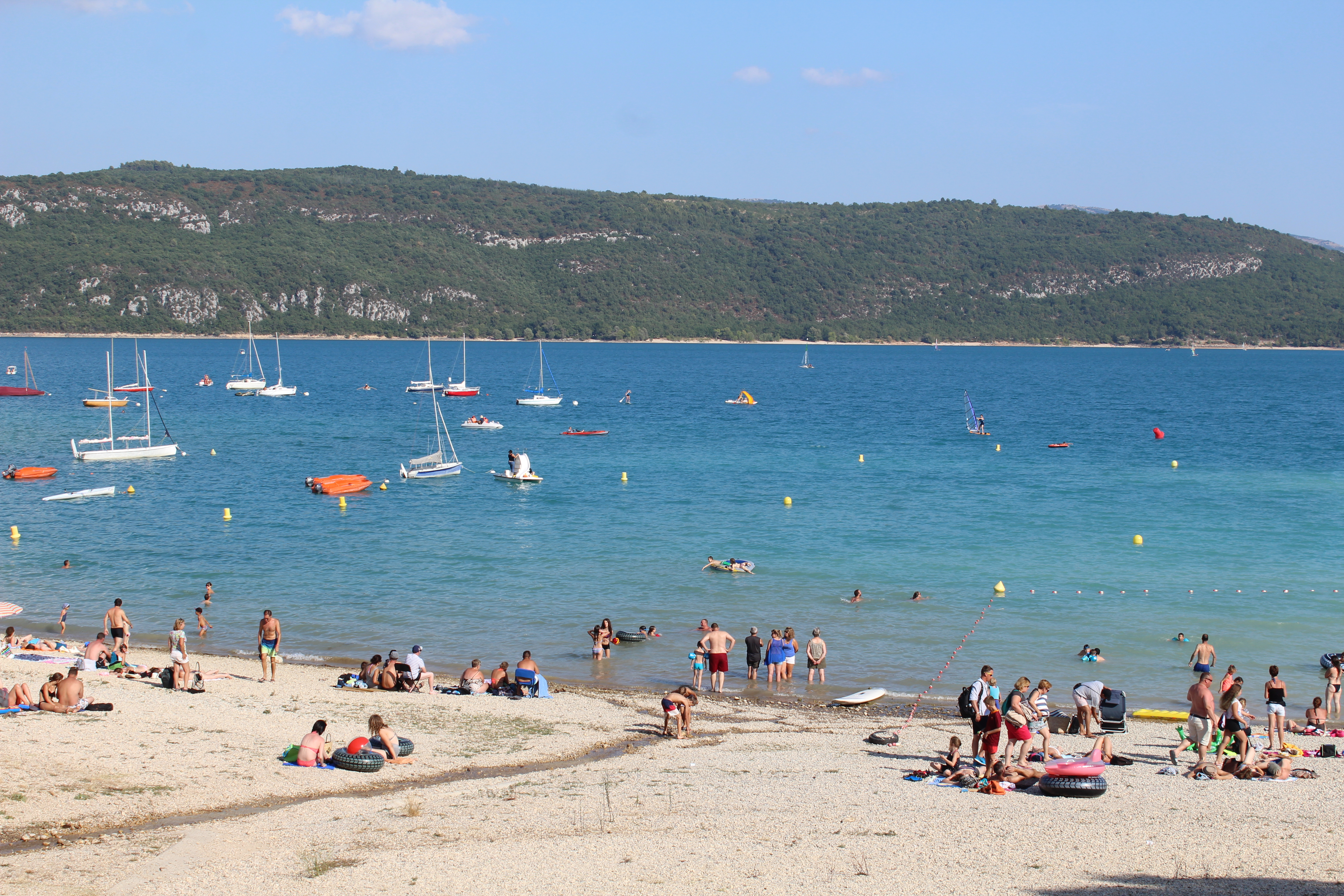
Le lac avec la plage à Sainte-Croix-du-Verdon.
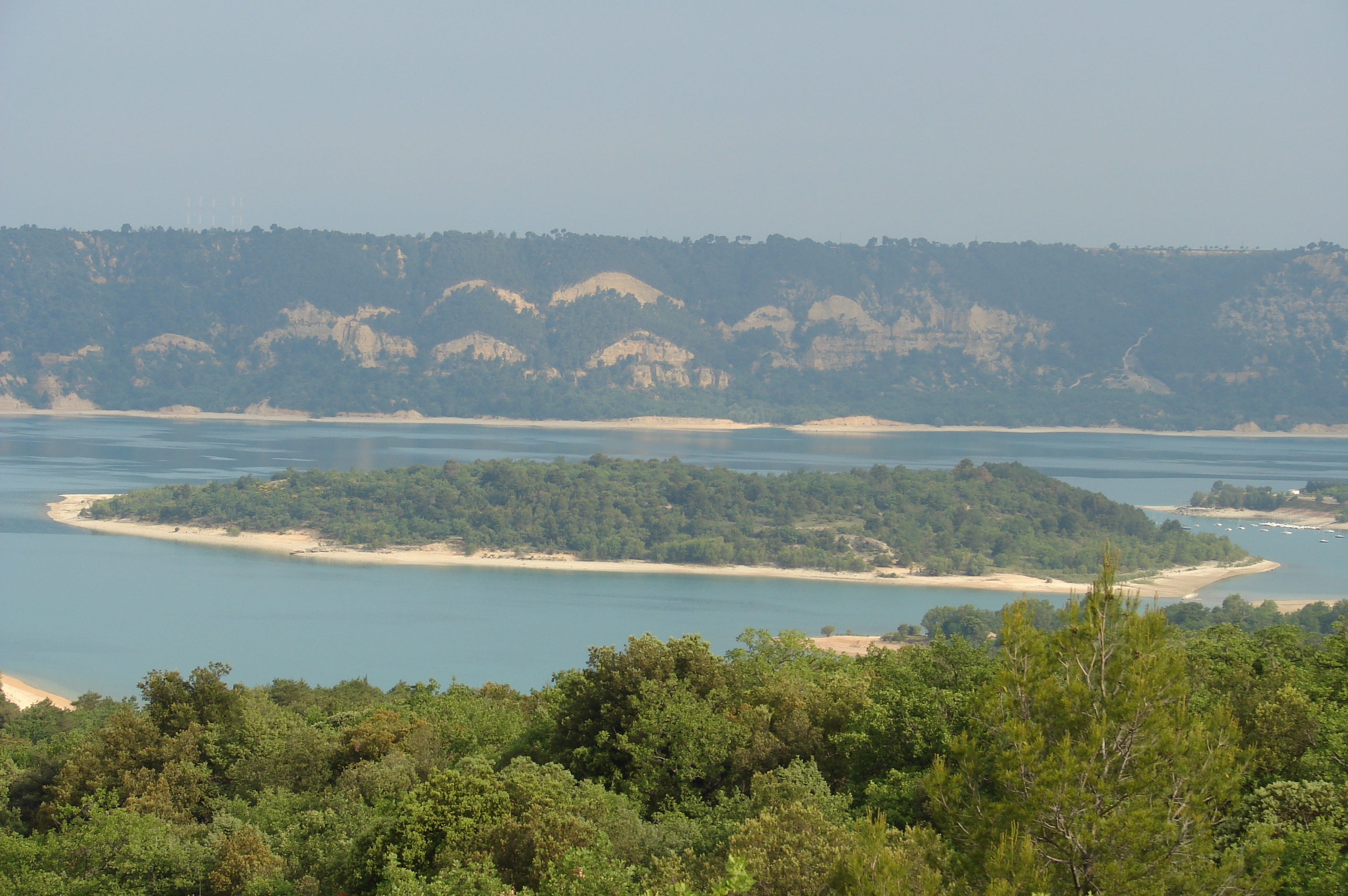
L'île de Costebelle.
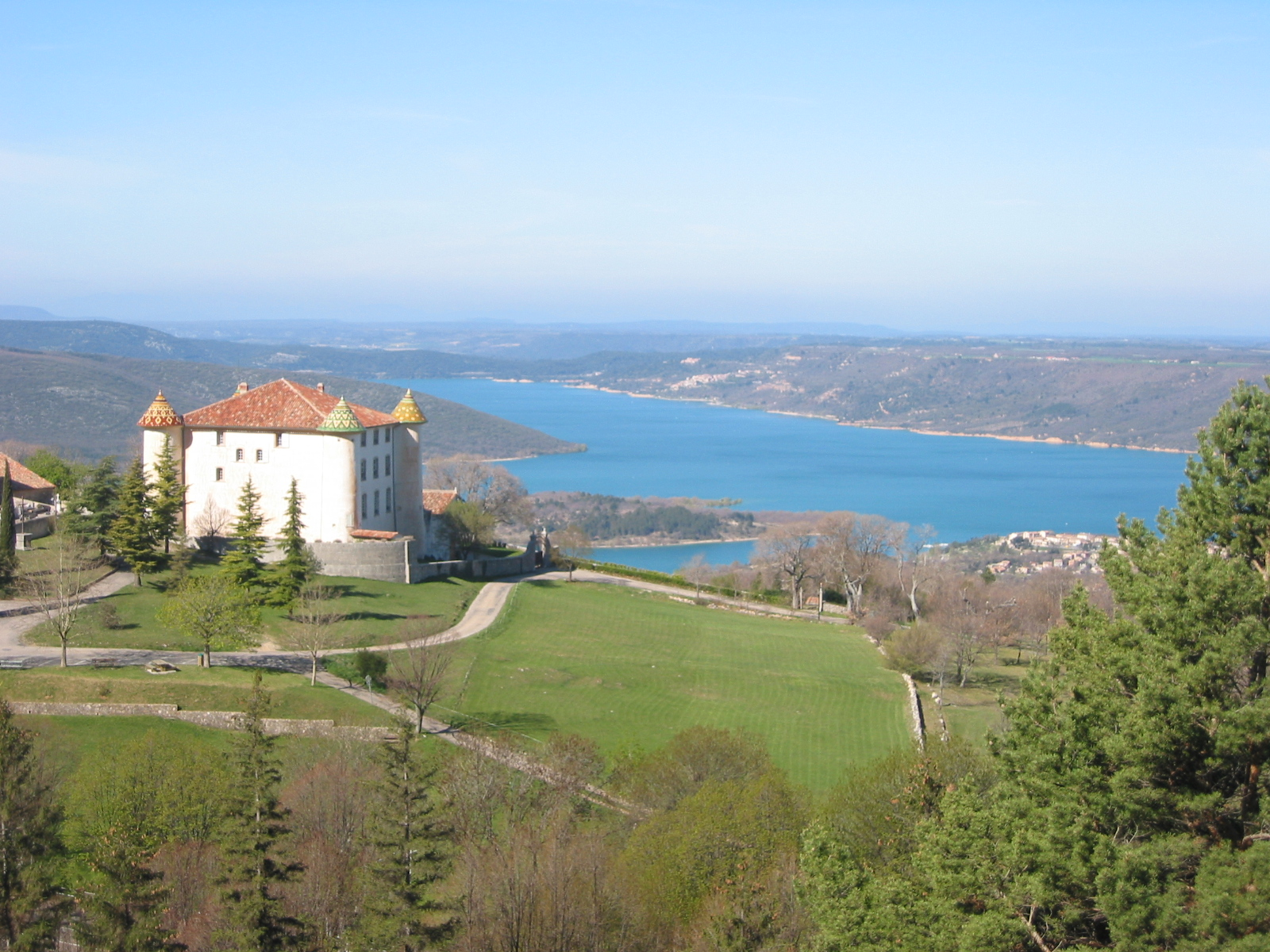
Le château d'Aiguines avec vue sur le lac.
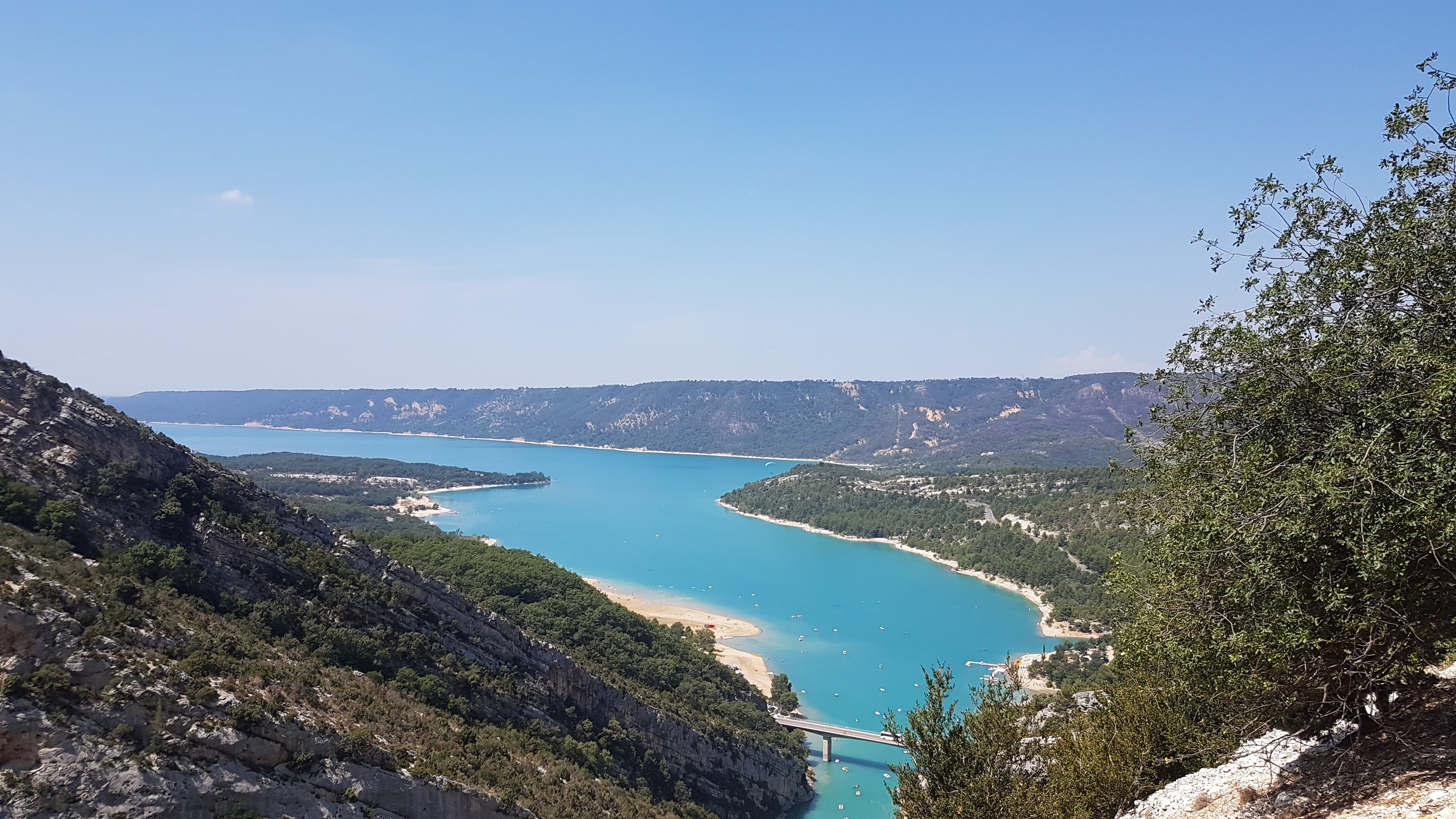
Le lac et l'entrée des gorges du Verdon.

## Pêche
Plusieurs espèces de poissons vivent dans le lac : grand brochet, carpe commune, perche commune, sandre.

## Toponymie
Le nom est Lau/Lac de Santa Crotz (écriture classique) et Lau de Santo Crous (écriture mistralienne) en provençal. La prononciation est la même dans les deux graphies.